# 大连地铁4号线
大连地铁4号线由营城子到龙头石，全长27.76公里，设20座车站，设牧城驿车辆段。其中4号线一期工程（营城子站至梭鱼湾站）已开工建设，线路长度23.01公里，设站17座，计划2027年开通运营。